# Nickelodeon (cine)

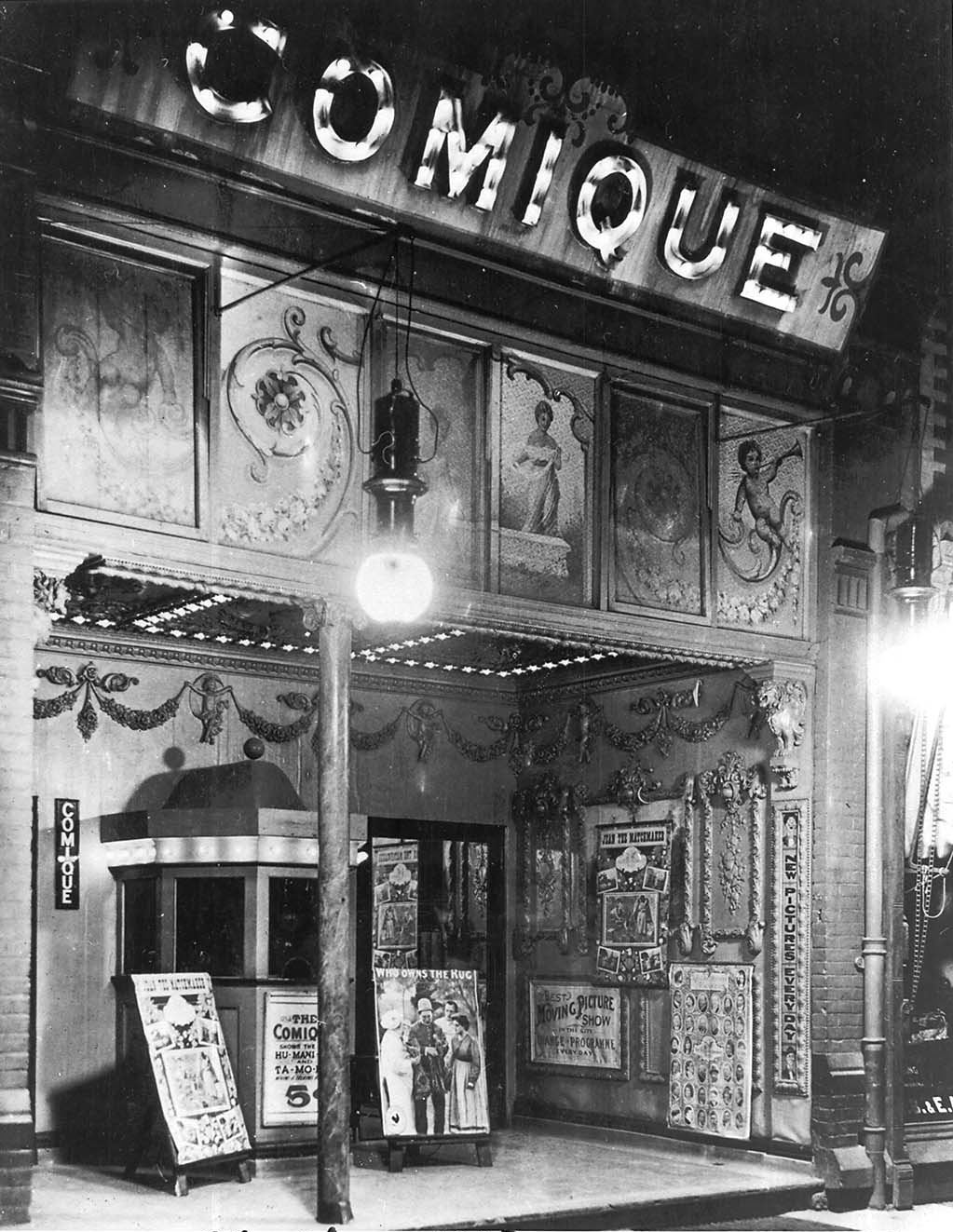
Un teatre tipus nickelodeon a Toronto

El nickeldodeon va ser el primer tipus d'espai d'exposició interior dedicat a projectar pel·lícules. Aquests van prosperar al voltant del 1905 al 1915 i de manera general, aquests petits cines es creaven a antics aparadors i calia pagar cinc centaus per entrar-hi. «Nickelodeon» ve de l'anglès nickel, el nom de la moneda de cinc centaus dels EUA, juntament amb la paraula grega «odeion», un teatre amb sostre. El nom es va utilitzar per primera vegada l'any 1888. Fou Austin Nickelodeon, a Boston, Massachusetts, qui l'emprà. Tanmateix, el terme es va popularitzar gràcies a Harry Davis i John P. Harris. Els dos van obrir el seu petit teatre-cine el 19 de juny del 1905 que van anomenar justament Nickelodeon. Tot i no ser els primers, un article d'un periòdic de l'època va assegurar que sí i és a partir d'aquest moment en què es popularitza les sales anomenades «nickelodeon».
Els nickelodeons són considerats la primera xarxa de cinemes, després de la de Kinetoscop Parlor de Thomas Edison amb un cost de l'entrada superior (una moneda de 25 cèntims, anomenada " quarter").
El primer nickelodeon apareix el novembre de 1905, quan l'empresari John Harris viatja a Pittsburgh a negociar el lloguer d'un comerç. Desitja una antiga botiga ubicada a Smintfield Carrer, un barri popular. Després d'haver obtingut una important reducció de la renda, i haver redecorat l'interior, va tenir la idea de vendre seients per l'espectacle cinematogràfic per 5 cèntims, la més petita moneda estatunidenca (anomenada " níquel "). L'èxit és de tal magnitud que l'habitació estava plena de 8 del matí a la mitjanit, que empeny John Harris i de la seva parella Harry Davis, a obrir altres nickelodeons. Aquesta idea es reprendrà amb altres denominacions per diversos competidors.
La nickelodeons situats en àrees d'alta competència econòmica tenien un piano o un orgue, perquè un músic acompanyés adequadament les seqüències mudes projectades (per exemple el clàssica ragtime per a un seguiment de la persecució, o el que es deia en aquella època música La cabana de l'oncle Tom durant les escenes que fan emocionar). Les sessions eren en general d'una durada de 15 minuts a l'inici dels nickelodeons, normalment compostos per 3 o 4 curtmetratges.
Aquells que serien els més importants productors estatunidencs al capdavant de les majors eren emigrants d'Europa, la majoria de fe jueva. Les llargues cues a les entrades dels nickelodeons els va persuadir per invertir en aquest sector altament rendible. Per tant, Carl Laemmle, un emigrant alemany, que era un treballador modest en la confecció, va fundar la Universal. William Fox, un antic tintorer que es va convertir en un pallasso després d'una fallida, va fundar el que hauria de ser 20th Century Fox. Marcus Loew, després de diverses feines esporàdiques, i dedicar els seus estalvis per la compra d'un Penny Arcade (botiga de diversos jocs d'origen britànic amb una entrada d'un penic) que es va convertir en nickelodeon, després va crear una empresa que es convertiria en la Metro-Goldwyn-Mayer. Els quatre germans Warner, per la seva part, reparadors de bicicletes, van fundar la poderosa Warner Bros., gràcies als beneficis en els nickelodeons (només un mes de funcionament, tot i el baix cost de l'entrada, permetia obrir una nova sala). Adolph Zukor era un antic comerciant de pells de conill establert com a pelleter després del seu matrimoni amb una compatriota hongaesa. Va estar a l'origen de la Paramount amb Jesse L. Lasky.